# Gare d'Azerailles
La gare d'Azerailles est une gare ferroviaire française de la ligne de Lunéville à Saint-Dié, située sur le territoire de la commune d'Azerailles dans le département de Meurthe-et-Moselle en région Grand Est.
Elle est mise en service en 1864 par la Compagnie des chemins de fer de l'Est.
C'est une halte voyageurs de la Société nationale des chemins de fer français (SNCF), desservie par des trains TER Grand Est.

## Situation ferroviaire
Établie à 267 mètres d'altitude, la gare de Thiaville est située au point kilométrique (PK) 403,719 de la ligne de Lunéville à Saint-Dié (voie unique), entre les gares de Ménil-Flin et de Baccarat.

## Histoire
La gare d'Azerailles est mise en service le 17 mai 1864 par la Compagnie des chemins de fer de l'Est, lorsqu'elle ouvre à l'exploitation la section de Lunéville à  Raon-l'Étape - Laneuveville.

## Fréquentation
De 2015 à 2024, selon les estimations de la SNCF, la fréquentation annuelle de la gare s'élève aux nombres indiqués dans le tableau ci-dessous.
| Année     | 2015   | 2016   | 2017   | 2018   | 2019   | 2020  | 2021  | 2022   | 2023   | 2024   |
| --------- | ------ | ------ | ------ | ------ | ------ | ----- | ----- | ------ | ------ | ------ |
| Voyageurs | 15 799 | 12 881 | 11 678 | 10 053 | 10 951 | 7 448 | 8 498 | 11 158 | 11 407 | 10 004 |

## Service des voyageurs

### Accueil
Halte SNCF, c'est un point d'arrêt non géré (PANG) à accès libre.

### Desserte
Azrailles est desservie par des trains TER Grand Est de la relation de Nancy à Saint-Dié-des-Vosges.

Installations de la halte
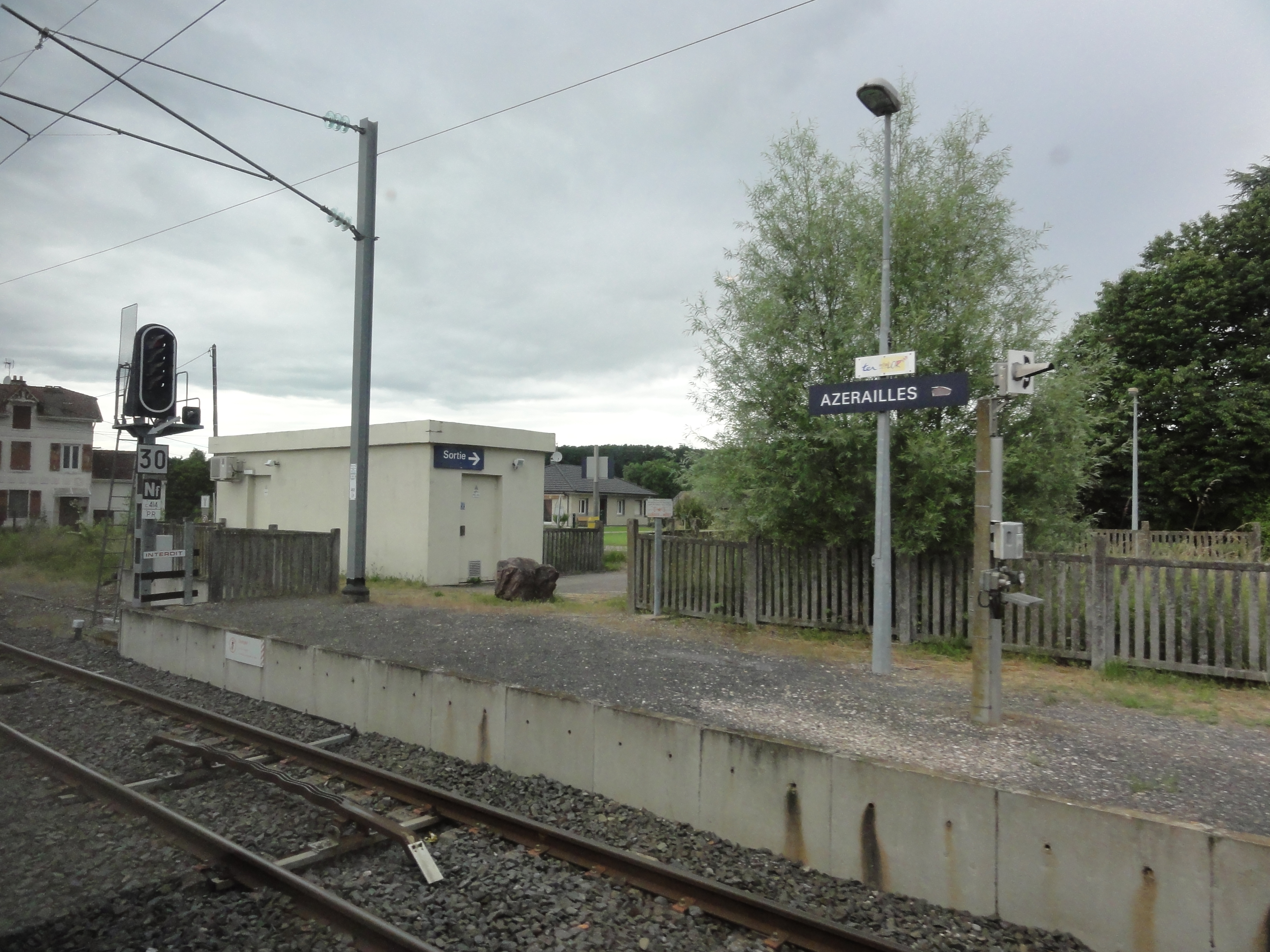
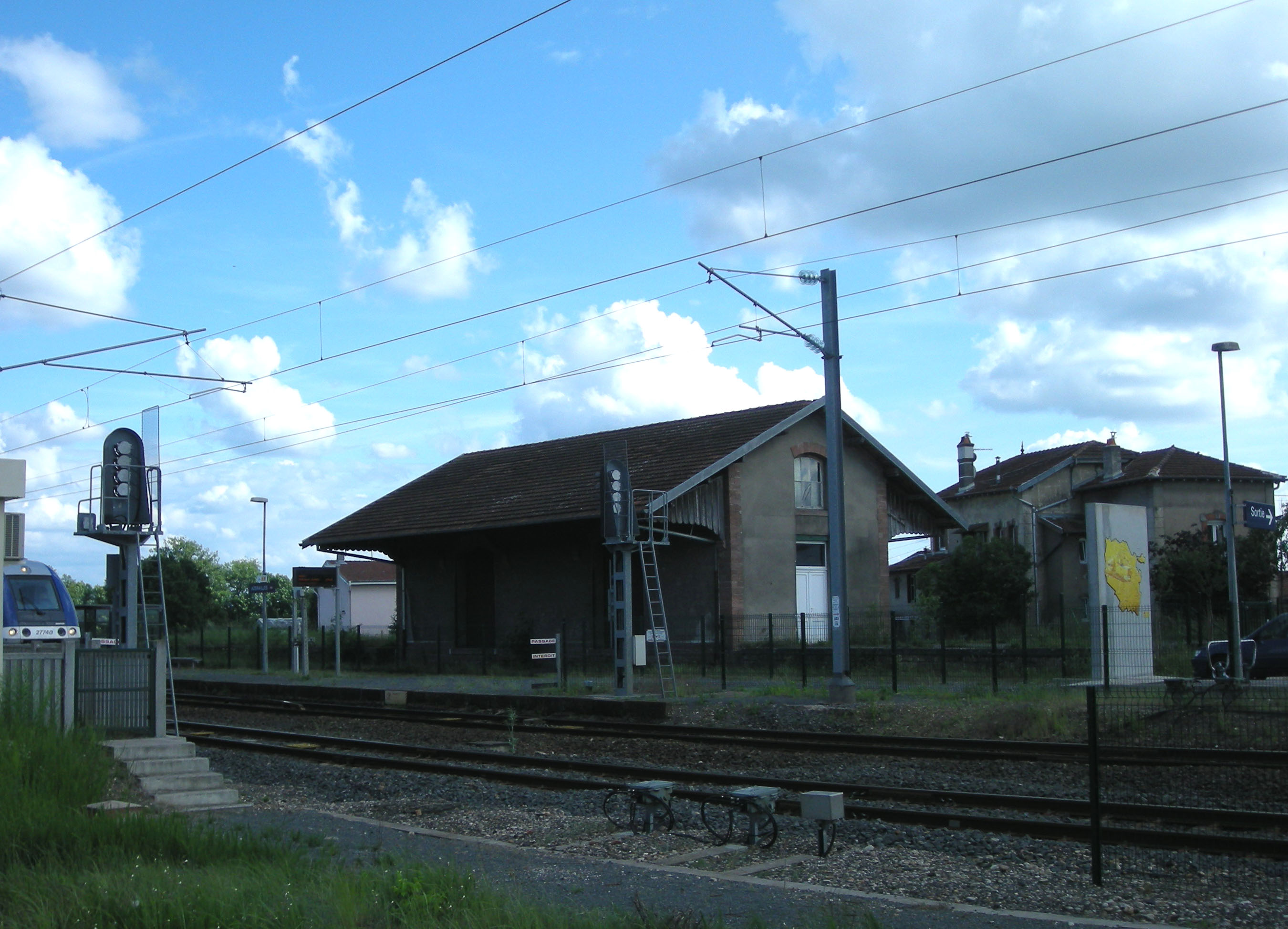
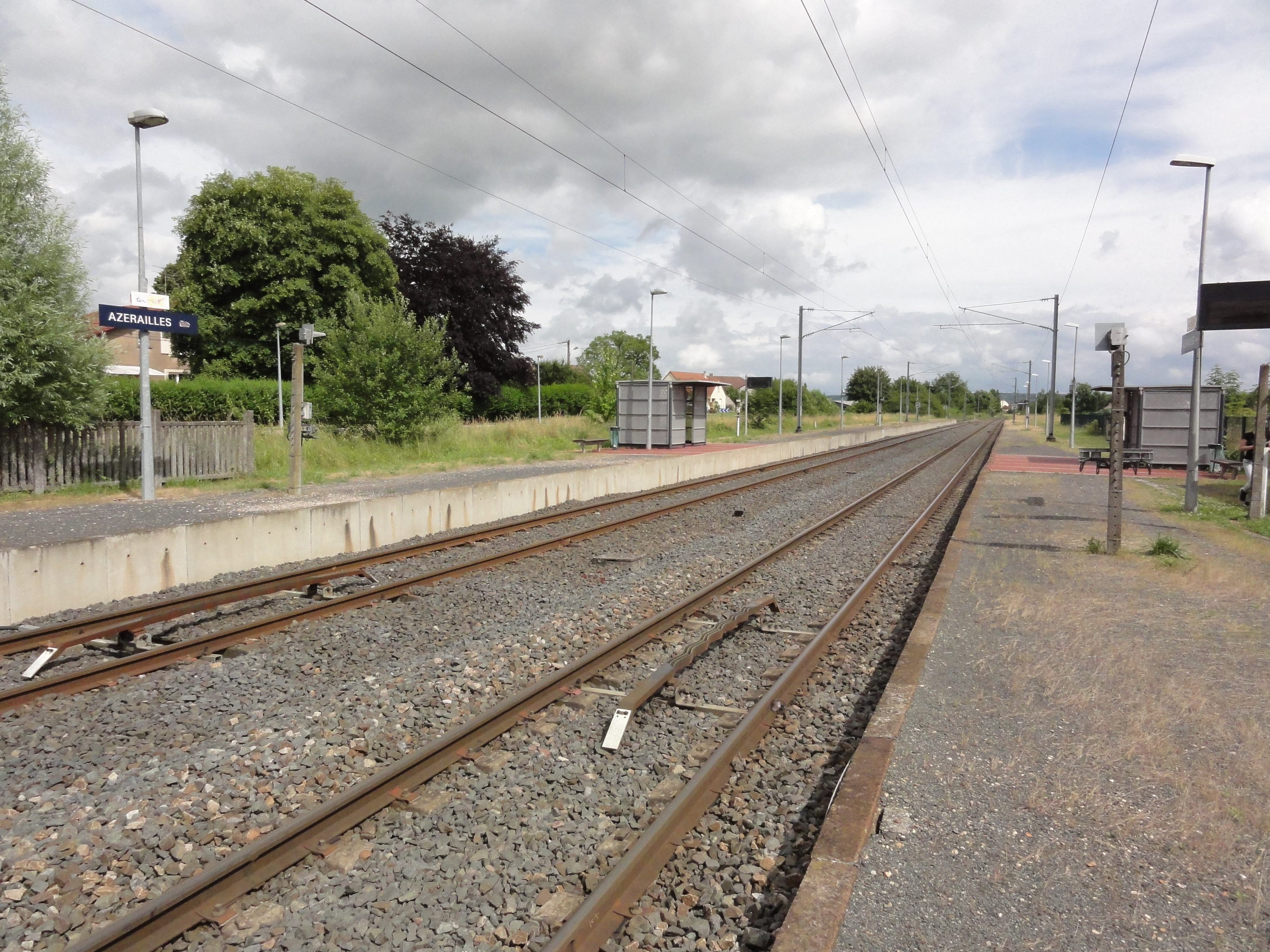